# Beiers voetbalkampioenschap 1920/21
In 1920/21 werd het elfde Beiers voetbalkampioenschap gespeeld, dat georganiseerd werd door de Zuid-Duitse voetbalbond. De competities in Beieren bestonden uit twee geografische groepen en bestonden bestonden los van elkaar en beide kampioenen mochten naar de Zuid-Duitse eindronde. 
FC Wacker München werd kampioen en plaatste zich voor de Zuid-Duitse eindronde. De kampioenen werden over drie groepen verdeeld en München werd tweede in de groep Zuid achter 1. FC Pforzheim.  Nürnberg werd groepswinnaar van de groep Noord en plaatste zich zo voor de halve finale. Na een overwinning op SpTV 1877 Waldhof versloeg de club ook FC Phönix Ludwigshafen in de finale en stootte zo door naar de eindronde om de landstitel. Als titelverdediger mocht de club meteen in de halve finale aantreden en won daar met 5:1 van Hallescher FC Wacker. In de finale werd Berliner FC Vorwärts 1890 met 5:0 verslagen waardoor Nürnberg zijn tweede landstitel op rij binnen haalde. 
FC Sportfreunde Nürnberg en BC Sandreuth-Nürnberg fuseerden tot FV Nürnberg. 

## 1. Kreisliga

### Noord-Beieren
| Plaats | Club                       | Wed. | W | G | V | Saldo  | Ptn.  |
| ------ | -------------------------- | ---- | - | - | - | ------ | ----- |
| 1.     | 1. FC Nürnberg             | 18   |   |   |   | 85:8   | 35:1  |
| 2.     | SpVgg Fürth                | 18   |   |   |   | 84:11  | 31:5  |
| 3.     | FV Nürnberg                | 18   |   |   |   | 59:35  | 23:13 |
| 4.     | TV 1846 Nürnberg           | 18   |   |   |   | 44:29  | 22:14 |
| 5.     | FC Pfeil Nürnberg          | 18   |   |   |   | 55:42  | 21:15 |
| 6.     | TV 1860 Fürth              | 18   |   |   |   | 32:46  | 15:21 |
| 7.     | MTV Fürth                  | 18   |   |   |   | 31:51  | 14:22 |
| 8.     | FC Kickers Würzburg        | 18   |   |   |   | 20:54  | 10:26 |
| 9.     | 1. FC Bamberg              | 18   |   |   |   | 14:59  | 7:29  |
| 10.    | FVgg Bayern 1911 Kitzingen | 18   |   |   |   | 20:109 | 2:34  |

|  | Geplaatst voor eindronde |

### Zuid-Beieren
| Plaats | Club                  | Wed. | W  | G | V  | Saldo | Ptn.  |
| ------ | --------------------- | ---- | -- | - | -- | ----- | ----- |
| 1.     | FC Wacker München     | 18   | 14 | 3 | 1  | 50:15 | 31:5  |
| 2.     | SV 1860 München       | 18   | 14 | 1 | 3  | 60:24 | 29:7  |
| 3.     | FA Bayern München     | 18   | 12 | 3 | 3  | 63:27 | 27:9  |
| 4.     | TV 1847 Augsburg      | 18   | 10 | 2 | 6  | 46:34 | 22:14 |
| 5.     | MTV 1879 München      | 18   | 8  | 1 | 9  | 32:33 | 17:19 |
| 6.     | SpVgg München         | 18   | 6  | 4 | 8  | 37:45 | 16:20 |
| 7.     | MTV Ingolstadt        | 18   | 5  | 6 | 9  | 20:32 | 15:21 |
| 8.     | FC Teutonia München   | 18   | 5  | 2 | 11 | 26:48 | 12:24 |
| 9.     | BC Augsburg           | 18   | 3  | 2 | 13 | 14:42 | 8:28  |
| 10.    | SC Armin 1893 München | 18   | 1  | 1 | 16 | 16:64 | 3:33  |